# Monarchia Sicula
Mit Monarchia Sicula, auch Legazia apostolica, wird die besondere Form des Verhältnisses von Staat, genauer gesagt von Herrscher und Kirche im Königreich Sizilien bezeichnet, das auf das Legatenprivileg des Papstes Urban II. für den Grafen Roger I. von Sizilien zurückgeführt wird. Vorrechte des sizilischen Königs in weltlichen wie in geistlichen Angelegenheiten wurden auch im Vertrag von Benevent zwischen Hadrian IV. und Wilhelm I. von Sizilien festgeschrieben, teilweise auf die Insel Sizilien beschränkt. Eine besondere Rechtsstellung der sizilischen Könige wurde schon von zeitgenössischen Juristen wie Huguccio erkannt. In der angiovinischen und aragonesischen Periode gehen solche Eingriffe der weltlichen Gewalt zurück, erst die Entdeckung des Textes des Legatenprivilegs durch Giovan Luca Barberi (fl. 1521), einen führenden Mitarbeiter der Finanzbehörde, und dessen Zusammenstellungen weltlicher (Capibrevi) und geistlicher Lehen (Beneficia ecclesiastica) lieferte Unterlagen für die weitere Praxis. Für diejenigen kirchlichen Benefizien, über die das regio padronato (königliches Patronatsrecht) ausgeübt werden konnte, wurde das Konzept der Monarchia eine Leitlinie politischen Handelns, das besonders in den Sacre regie visite ausgeübt wurde, in denen sowohl Kirchenzucht wie wirtschaftliche Verhältnisse überprüft und dokumentiert wurden. Von dem zu Beginn des 16. Jahrhunderts eingerichteten Tribunale della Regia Monarchia e Apostolica Legazia sind im Staatsarchiv Palermo Prozessakten für die Zeit von 1546 bis 1819 erhalten, insgesamt reicht der Zeitrahmen der Archivalien des Fonds von 1529 bis 1866.
Der erste kuriale Kritiker war Cesare Baronio im 11. Band seiner Annales Ecclesiastici, der das Privileg Urbans für eine Fälschung der Aragonesen oder Spanier hielt und die staatskirchenrechtlichen Ansprüche der Könige für eine unberechtigte Anmaßung. Der Band durfte in Spanien nicht veröffentlicht werden. Eine längere Auseinandersetzung zwischen dem Heiligen Stuhl und der Regierung Siziliens um diese Vorrechte war die sogenannte Controversia Liparitana.
Aufgehoben wurden diese Vorrechte schließlich durch Pius IX. im Jahre 1864, auch wenn die Publikation bis 1867 aufgeschoben wurde und formal durch Anschlag an der Lateranbasilika erfolgte. Michele Amari empfahl am Ende seiner am 28. Oktober 1867 veröffentlichten Darstellung der Geschichte dieser Institution der italienischen Regierung, zunächst an diesen Rechten festzuhalten und sie nicht mehr im Parlament diskutieren zu lassen; Italien könne dann darauf verzichten, wenn der weltlichen Herrschaft der Päpste das Ende bereitet sei. Franz Jacob Sentis (1831–1887), der im Wesentlichen den Argumenten Baronios folgt, bedauert, dass die Großtat seines Papstes, die Ketten der sizilischen Tochterkirche gesprengt zu haben, angesichts der Zeitumstände weitgehend unbeachtet blieb, registriert aber mit Zufriedenheit, dass die Rede Francesco Crispis für die Legazia in der Camera dei deputati Heiterkeit hervorrief. Der italienische Einheitsstaat verzichtete 1871, also nach der Annexion des Kirchenstaates, in Artikel 15 des Garantiegesetzes endgültig auf diese königlichen Vorrechte.